# Тайфунник чатамський
Тайфу́нник чатамський (Pterodroma axillaris) — вид буревісникоподібних птахів родини буревісникових (Procellariidae). Ендемік архіпелагу Чатем.

## Опис

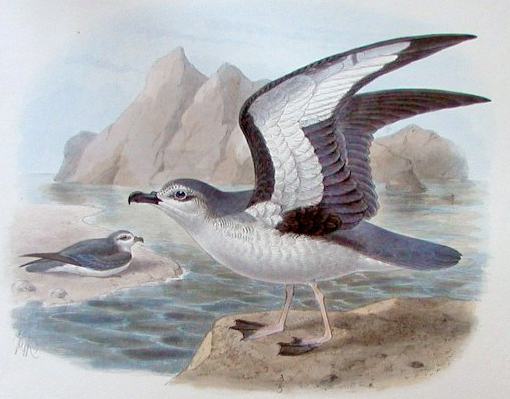
Чатамський тайфунник

Чатамський тайфунник — невеликий морський птах, середня довжина якого становить 30 см. Верхня частина голови, скроні і шия сірі, навколо очей чорні плями. Верхня частина тіла сіра, на крилах зверху є темна М-подібна пляма, на кінці хвоста темна смуга. Нижня частина тіла біла, груди з боків сірі, нижня сторона крил біла з чорним кінчиком та з дуже широкою чорною смугою від згина крила до боків тіла. Очі темні, дзьоб чорний, на кінці гачкуватий, лапи рожеві, знизу темні.

## Поширення і екологія
Чатамські тайфунники гніздяться на острові Ранґатіра в архіпелазі Чатем у Новій Зеландії. Також вони були реінтродуковані на островах Пітт і Чатем. Напівскам'янілі рештки, знайдені на острові Манґере вказують на те, що раніше цей вид був більш широко поширений.
Чатамські тайфунники ведуть пелагічний спосіб життя, живляться переважно рибою і кальмарами, а також ракоподібними. Гніздяться в норах. В кладці 1 біле яйце, яке відкладається у грудні-січні. Пташенята покидають гніздо у травні-червні.

## Збереження
МСОП класифікує цей вид як вразливий. За оцінками дослідників, популяція чатамських тайфунників становить приблизно 1100 дорослих птахів. Популяція поступово відновлюється завдяки активним заходам зі збереження виду. Чатамським тайфунникам загрожує конкуренція з боку широкодзьобих пріонів.